# Роберт Гук
Ро́берт Гук (англ. Robert Hooke; 18 липня 1635, острів Вайт — 3 березня 1703, Лондон) — англійський натураліст, науковець-енциклопедист, що відіграв важливу роль у науковій революції XVII століття.
Роберт Гук став відомий своїм відкриттям закону пружності. Також саме він увів термін клітина для визначення найменшої частинки живого. Гук разом із Робертом Бойлем створив вакуумний насос, що використовувався в експериментах Бойля з газами.
 Крім того, він був відомим архітектором свого часу й головним землеміром Лондона після Великої пожежі 1666 року. Він збудував один із перших грегоріанських телескопів, спостерігав за обертаннями Марса та Юпітера і, спираючись на свої досліди викопних решток, був прихильником теорії біологічної еволюції. На основі досліджень заломлення світла, розробив хвильову теорію світла. Він був першим, хто припустив, що тіла розширюються при нагріванні й що повітря складається із дрібних частинок, які розділені порівняно великими відстанями.[джерело?]
Гук, безперечно, був надзвичайно працьовитою людиною, будучи одночасно куратором Королівського товариства, членом його ради, професором геометрії й головним землеміром Лондона.[джерело?]
У XVIII столітті репутація Гука дуже постраждала, як вважається, через розбіжність у поглядах з Ісааком Ньютоном, який на той час був президентом Королівського товариства. Ньютон зробив багато для приховування самого імені Гука, зокрема, за чутками, він знищив останній відомий його портрет[джерело?].

## Біографія

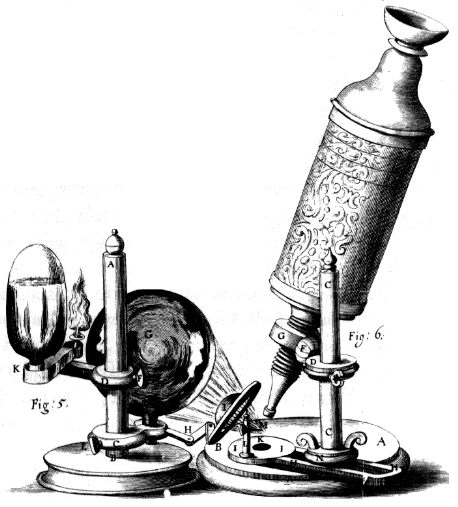
Мікроскоп Гука (гравюра з «Мікрографії») роботи Крістофера Кока

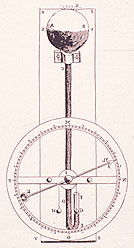
Барометр Гука, 1660

Батько Гука, пастор, готував його спочатку до духовної діяльності, але зважаючи на слабке здоров'я хлопчика і здібність, проявлену ним до занять механікою призначив його до вивчення годинникової справи. Згодом, проте, молодий Гук зацікавився науковими дослідженнями і в результаті був відправлений до Вестмінстерської школи, де успішно вивчав мови: латину, старогрецьку, єврейську, але особливо цікавився математикою і виявив великий інтерес до винаходів у фізиці та механіці. Здібність його до занять фізикою і хімією була визнана і оцінена науковцями Оксфордського університету, до якого він вступив 1653 року; він спочатку став помічником хіміка Віліса, а потім відомого натурфілософа Роберта Бойля.
З 1662 року був куратором експериментів при Лондонському Королівському товаристві (з моменту його створення). У 1663 році Королівське товариство, визнавши корисність і важливість його відкриттів, зробило його своїм членом. У 1677—1683 роках був секретарем цього товариства.
З 1664 року — професор Лондонського університету (професор геометрії в Gresham College). У 1665 році опублікував «Мікрографію». У цій книзі описані його мікроскопічні та телескопічні спостереження, вона також містить публікацію істотних відкриттів в біології.
З 1667 року Гук читав «Кутлерівські (Cutlerian або Cutler) лекції» з механіки.
Протягом свого 68-річного життя Роберт Гук, незважаючи на слабкість здоров'я, був невтомним у заняттях, зробив багато наукових відкриттів, винаходів і удосконалень.

## Відкриття
До відкриттів Гука належать:

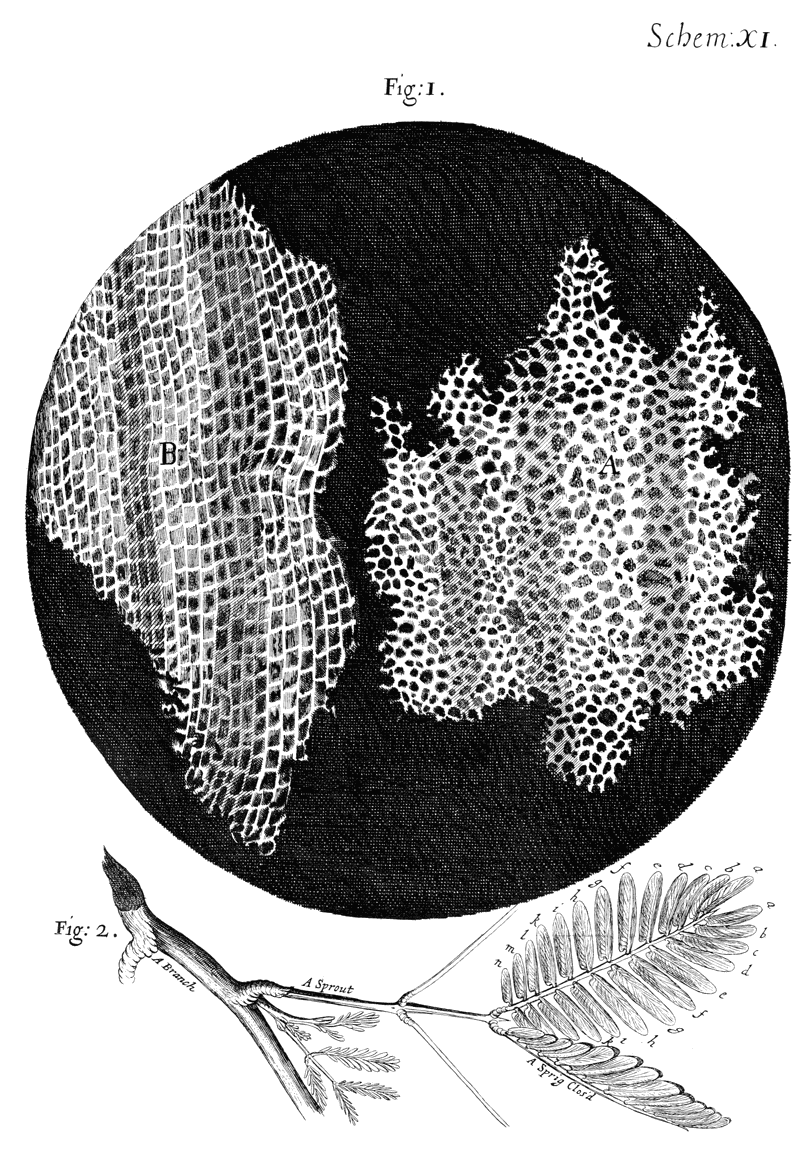
Перше зображення живих клітин: малюнок з «Мікрографії» Гука (1665)

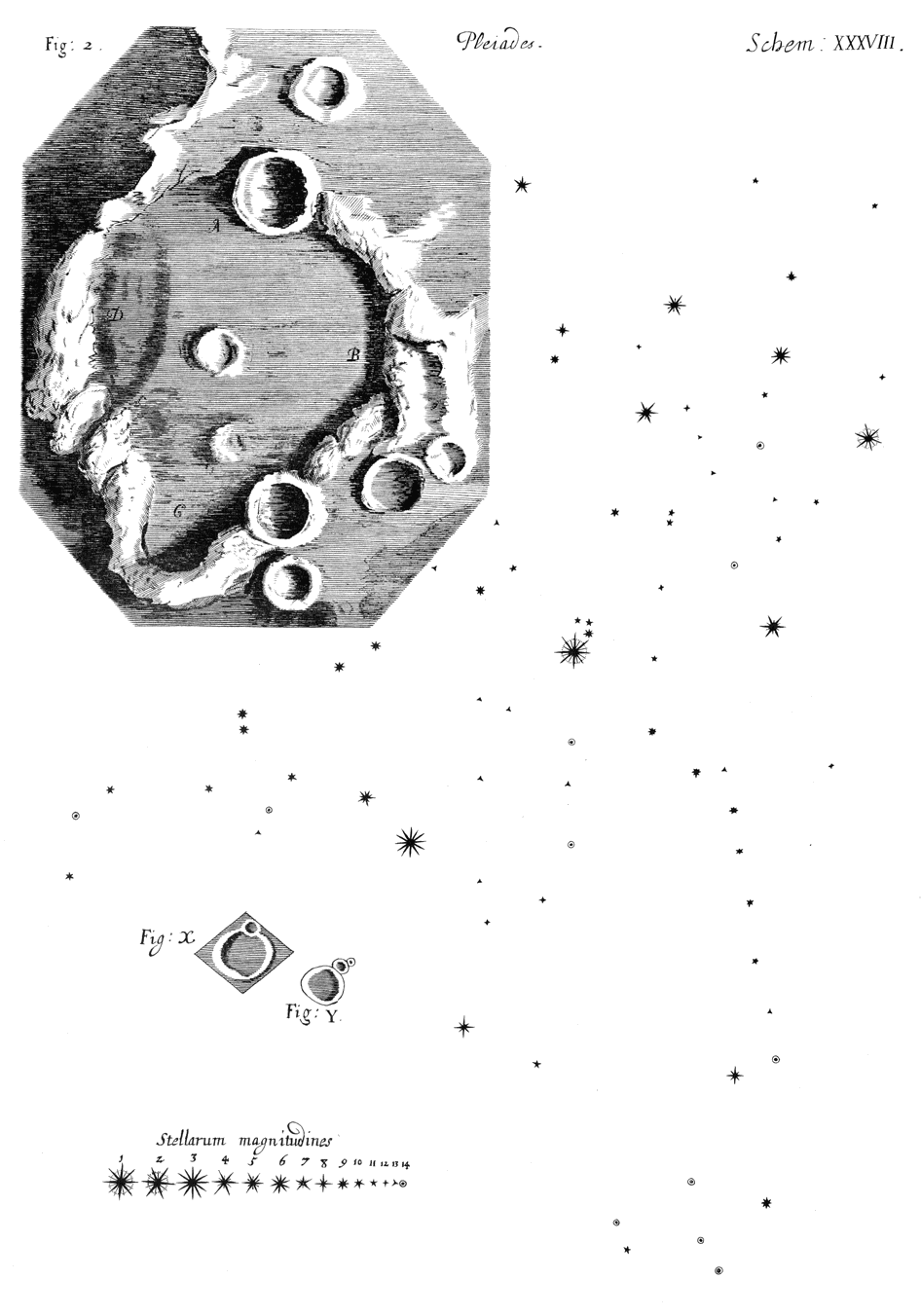
Малюнки Місяця і Стожар з «Мікрографії» Гука

- відкриття пропорційності між пружнимими розтягами, стисканнями й згинами, і напруженнями, що спричиняють їх (закон Гука);
- правильне формулювання закону всесвітнього тяжіння (пріоритет Гука оскаржувався Ньютоном, але, мабуть, не в частині формулювання; крім того, Ньютон стверджував про незалежне й більш раннє відкриття ним цієї формули, яку, проте, до відкриття Гуком ніде не розміщав);
- відкриття кольорів тонких плівок (тобто інтерференції світла);
- ідея про хвилеподібне розповсюдження світла (більш-менш одночасно з Гюйгенсом), експериментальне обґрунтування її відкритою Гуком інтерференцією світла, хвильова теорія світла;
- гіпотеза про поперечний характер світлових хвиль;
- відкриття в акустиці, наприклад, демонстрація того, що висота звуку визначається частотою коливань;
- теоретичне положення про сутність тепла як руху частинок тіла;
- відкриття постійності температури танення льоду і кипіння води;
- закон Бойля (особистий внесок Гука, Бойля і його учня Річарда Таунлі не з'ясовані);
- жива клітина (за допомогою вдосконаленого ним мікроскопа);
- безпосередній доказ обертання Землі навколо Сонця зміною паралаксу зірки γ Дракона (у другій половині 1669 р.).

Перше з цих відкриттів, як стверджує він сам у своєму творі «De potentia restitutiva» (1678 р.), зроблене ним 1660 року, а в 1676 році було поміщено в іншій його книзі під виглядом анаграми «ceiiinosssttuv», що означає «Ut tensio sic vis» (лат. нехай буде сила натягу). За поясненням автора, згаданий закон пропорційності застосовується не тільки до металів, але і до дерева, каменів, рогу, кісток, скла, шовку, волосся тощо. У наш час[коли?] цей закон Гука в узагальненому вигляді служить підставою математичної теорії пружності. Що стосується інших його відкриттів, то в них він не має такої виняткової першості; так, кольори тонких пластинок у мильних міхурах Бойль відмітив на 9 років раніше; але Гук, спостерігаючи кольори тонких пластинок гіпсу, помітив періодичність кольорів залежно від товщини; постійність температури танення льоду він відкрив не раніше членів Флорентійської академії, але постійність температури кипіння води помічена ним раніше Ренальдіні; ідея про хвилеподібне розповсюдження світла висловлена ним пізніше Грімальді.
Ідею про універсальну силу тяжіння, слідуючи Кеплеру, Гук мав із середини 1660-х років, потім, ще в недостатньо певній формі, він виразив її в 1674 році в трактаті «Спроба доказу руху Землі», але вже в листі 6 січня 1680 року Ньютону Гук вперше ясно формулює закон всесвітнього тяжіння і пропонує Ньютону, як математично компетентнішому дослідникові, строго математично обґрунтувати його, показавши зв'язок з першим законом Кеплера для некругових орбіт (цілком імовірно, уже маючи наближене рішення). З цього листа, наскільки зараз відомо, починається документальна історія закону всесвітнього тяжіння. Безпосередніми попередниками Гука називають Кеплера, Бореллі й Булліальді, хоча їхні погляди досить далекі від правильного формулювання. Ньютону також належать деякі роботи з тяжіння, що передували результатам Гука, проте більшість найважливіших результатів, про які пізніше згадував Ньютон, не були ним нікому повідомлені.
В. І. Арнольд у книзі «Гюйгенс і Барроу, Ньютон і Гук» аргументує, у тому числі документально, твердження, що саме Гуком був відкритий закон всесвітнього тяжіння (закон зворотних квадратів для центральної гравітаційної сили), і навіть цілком коректно обґрунтований ним для випадку кругових орбіт, а Ньютон уже доробив це обґрунтування для випадку еліптичних орбіт (за ініціативою Гука: останній повідомив йому свої результати й попросив зайнятися цим завданням. Там слова Ньютона, що заперечують пріоритет Гука, говорять лише про те, що Ньютон надавав своїй частині доказу перебільшено велику значущість, але зовсім не заперечує приналежність Гуку формулювання закону. Таким чином, пріоритет формулювання й первинного обґрунтування слід віддати Гуку, і він же, судячи з усього, ясно сформулював Ньютону завдання завершення обґрунтування. Ньютон, утім, стверджував, що зробив це ж відкриття незалежно і раніше, але він нікого про це не повідомляв, і не залишилося ніяких документальних свідчень цього; крім того, у будь-якому випадку, Ньютон припинив роботи за цією тематикою, які відновив, за його визнанням, після листа Гука.
Ряд сучасних дослідників уважає, що головним вкладом Гука в небесну механіку було представлення руху Землі у вигляді суперпозиції руху за інерцією (по дотичній до траєкторії) й падіння на Сонце як центр тяжіння, що, зокрема, серйозно вплинуло на Ньютона. Крім того, цей спосіб розгляду давав безпосередню базу для з'ясування природи другого закону Кеплера (збереження моменту імпульсу при центральній силі), що стало ключем до повного розв'язання Кеплерової задачі.
У згаданій вище книзі Арнольда вказується, що Гуку належить відкриття закону, який в сучасній літературі прийнято називати законом Бойля, причому стверджується, що сам Бойль не лише не заперечує це, але явно про це пише (самому ж Бойлю належить лише першість публікації). Утім, реальний внесок Бойля і його учня Річарда Таунлі (Richard Townley) у відкриття цього закону міг бути досить великим.
За допомогою вдосконаленого ним мікроскопа Гук спостерігав структуру рослин і дав чіткий малюнок, на якому вперше було показано клітинну будову пробкового дерева. У своїй роботі «Мікрографія» (Micrographia, 1665) він описав клітини бузини, кропу, моркви, навів зображення дуже дрібних об'єктів, таких як око мухи, комара і його личинки, детально описав клітинну будову крила бджоли, плісняви, моху. У цій же роботі Гук виклав свою теорію світла, пояснив забарвлення тонких шарів відбиттям світла від їх верхньої і нижньої меж. Гук дотримувався хвильової теорії світла й заперечував корпускулярну; тепло вважав результатом механічного руху частинок речовини.

## Винаходи
Винаходи Гука дуже різноманітні. По-перше, слід сказати про спіральну пружину для регулювання ходу годинника; винахід цей був зроблений ним впродовж періоду від 1656 до 1658 року. По вказівках Гука годинний майстер Томпсон зробив для Карла II перший годинник із регулювальною пружиною. Нідерландський механік, фізик і математик Християн Гюйгенс застосував регульовальну спіраль пізніше за Гука, але незалежно від нього; зчіплюючі частини (echappement), придумані ними, неоднакові. Ідею про застосування конічного маятника для регулювання годинника Гук приписував собі й змагався за першість з Гюйгенсом.
У 1665 році представив королівському товариству малий квадрант, у якому алідада переміщалася за допомогою мікрометрового гвинта, так що можна було відлічувати хвилини і секунди; далі, коли визнали зручним замінити діоптри астрономічних інструментів трубами, він запропонував поміщати в окуляр нитяну сітку. Взагалі, Гук зробив немало вдосконалень в конструкції телескопів діоптричних і катоптричних; лінзи він шліфував сам і багато займався спостереженнями; між іншим, він звернув увагу на плями на поверхні Юпітера й Марса і по руху їх визначив, одночасно з Джованні Кассіні, швидкості обертань цих планет навколо осей.
У 1684 році винайшов першу у світі систему оптичного телеграфу.
Винайшов багато різноманітних механізмів, зокрема для побудови різних геометричних кривих (еліпсів, парабол). Запропонував прототип теплових машин.
Крім того, він винайшов термометр-мініма, вдосконалений барометр, гігрометр, анемометр, дощомір; робив спостереження з метою визначити вплив обертання Землі на падіння тіл і займався багатьма фізичними питаннями, наприклад, про впливи капілярності, зчеплення, про зважування повітря, про питому вагу льоду, винайшов особливий ареометр для визначення міри прісності річкової води. У 1666 році Гук представив Королівському товариству модель винайдених ним гвинтових зубчастих коліс, описаних ним згодом у «Lectiones Cutlerianae» (1674). Ці гвинтові колеса відомі тепер під іменем Вайтових коліс. Карданне зчленування, що служить для підвісу ламп і компасних коробок на суднах, Гук застосував для передачі обертань між двома валами, що перетинаються під довільним кутом.
Встановивши постійність температур замерзання й кипіння води, разом з Гюйгенсом близько 1660 року запропонував ці точки як реперні для шкали термометра.

## Інші досягнення
Гук був головним помічником Крістофера Рена при відновленні Лондона після великої пожежі 1666 року. У співпраці з Реном і самостійно побудував як архітектор безліч будівель (наприклад, Гринвіцьку обсерваторію, церкву Вілленської парафії[джерело?] в Мілтон Кинсі). Зокрема, співпрацював з Крістофером Реном у будівництві лондонського Собору св. Павла, купол якого побудований з використанням методу, придуманого Гуком. Вніс серйозний вклад у містобудування, запропонувавши нову схему планування вулиць при відновленні Лондона.

## Твори
У 1665 році він опублікував книгу під назвою Micrographia, що містить опис ряду досліджень з використанням мікроскопа й телескопа, а також оригінальних спостережень у біології.